# Julița
Julița – wieś w Rumunii, w okręgu Arad, w gminie Vărădia de Mureș. W 2011 roku liczyła 392 mieszkańców. 